# Nancy Bauer
Nancy Bauer je americká filozofka specializující se na filozofii feminismu, existencialismu, fenomenologii a na dílo Simone de Beauvoir. Nedávno byla zvolena předsedkyní katedry filozofie na Tuftsově univerzitě a v současné době je děkankou akademických záležitostí, profesorkou filozofie a děkankou Fakulty múzických umění v Tufts. Mezi její zájmy patří metodologie ve filozofii, feminismus, metafyzika, sociální politická a morální filozofie, jazyková filozofie, fenomenologie a filozofie ve filmu.

## Výzkum a publikace
Její první kniha byla "Simone de Beauvoir, Filozofie a feminismus". Zabývala se také objektivizací nebo filmovou filozofií.
20. června 2010 napsala do New York Times:
Cílem knihy The Second Sex je vzbudit v lidech touhu po svobodě (politické, sociální a filozofické). Beauvior upozorňovala, že se nemůžete donutit ke svobodě, ale abyste se neřídili okolním světem.
Je členkou Society for Interdisciplinary Feminist Phenomenology.

## Vzdělání
Nancy Bauer získala v roce 1982 titul A. B. v oboru sociálních studií a v roce 1986 magisterský titul v teologických studiích na Harvardově univerzitě. Roku 1997 získala titul Ph.D. ve filozofii na Harvardově univerzitě, kde studovala u Stanleyho Cavella. Před prací profesorky, působila jako novinářka v Boston Globe. Také pracovala pro dětskou nemocnici v Bostonu a přispěla do knihy New Child Health Encyclopedia.